# Blake Blossom
Blake Blossom (California, 14 febbraio 2000) è un'attrice pornografica statunitense.

## Biografia
Cresciuta in Arizona, dopo un periodo di lavoro solamente sulla sua pagina OnlyFans, fa il suo debutto nell'industria del cinema per adulti all'età 20 anni tramite l'agenzia Hussie Models nella primavera del 2020. Il suo primo ruolo come attrice è stato in una scena del film Exploited College Girls il 17 aprile 2020 con Jake Adams. In seguito ha lavorato per numerose case di produzione tra cui Bang Bros, Brazzers, Naughty America, SeeHimFuck, TeamSkeet, Vixen Media Group (Deeper, Blacked).
Nel dicembre 2020 è stata scelta come Pet of the Month dalla rivista Penthouse.
Nell'ottobre 2021 ha vinto il suo primo premio agli NightMoves Award come Best New Startlet. Nel gennaio 2022 agli XBIZ Award ha ricevuto una candidatura come Best New Starlet, mentre ai seguenti AVN Awards ha ricevuto due premi come Hottest Newcomer e Best New Starlet, premio quest'ultimo vinto anche agli XRCO Award.

## Riconoscimenti
- AVN Awards
  - 2022 – Best New Starlet[6]
  - 2022 – Hottest Newcomer (Fan Award)[7]
  - 2023 – Best Actress[8]
  - 2023 – Best Boy/Girl Sex Scene per Dream Slut, Blonde, Stacked, Blake Blossom Worships Jax Slayher's Giant Cock con Jax Slayher[9]
  - 2023 – Best Virtual Reality Sex Scene per Dream Team con Apryl Rein, Coco Lovelock, Delilah Day, Haley Spades, Penelope Kay, Charly Summer, Kyler Quinn, Leana Lovings, Aubree Valentine, Laney Grey, Madi Laine, Avery Black, Alexia Anders, Izzy Lush e John Strong[10]
  - 2024 – Best Solo/Tease Performance per Drawn To You / Vanity[11]
  - 2024 – Best All-Girl Sex Scene per Lesbian Threesome Scene 3 con Vanessa Sky e Aidra Fox[12]
  - 2024 – Best Virtual Reality Sex Scene per Mile High Cluv con Angel Youngs, Tru Kait e John Strong[13]
  - 2024 – Best VR One-on-one Sex Scene per Dante's Inferno: Beatrice A XXX Parody con Ryan Driller[14]
  - 2025 - Best Girl-Girl Sex Scene per Titswoman vs Titswoman con Octavia Red[15]
- XBIZ Awards
  - 2024 – Best Sex Scene - Gonzo per Take Me Your Breeder con Kendra Sunderland, Angela White, Angel Youngs e Manuel Ferrera[16]
  - 2025 – Best Sex Scene - Virtual Reality per Palm Royale con Nicole Aniston, Romi Rain e Ryan Driller[17]
- XRCO Award
  - 2022 – Best New Starlet[18]
  - 2023 – Personal Favorite[19]
  - 2023 – Orgasmic Oralist[20]
  - 2025 - Personal Favorite[21]